# La Crosse (Wirginia)
La Crosse – miasto w Stanach Zjednoczonych, w stanie Wirginia, w hrabstwie Mecklenburg.